# Van den Bogaerde

Het wapen van den Bogaerde

Van den Bogaerde was een notabele en adellijke Zuid-Nederlandse familie die voornamelijk in Brugge leefde en werkte van de 16de tot 19de eeuw.

## Geschiedenis
Volgens J. J. Gailliard (echter geen absolute autoriteit) was de familie afkomstig uit de provincie Gulik. Hij vermeldde een Jan van den Bogaerde die in 1298 sneuvelde tijdens de Slag bij Woeringen en een Eustachius van den Bogaerde die in 1371 sneuvelde bij Batweyler.
De eerste notabele naamdragers in Brugge, in de eerste helft van de zestiende eeuw, waren handelaars en hun afstamming van de dertiende-veertiende-eeuwse edellieden is niet bewezen. De eerste bij naam bekende was Jacob van den Bogaerde, die gehuwd was met Emma van der Straeten en rond 1525 moet overleden zijn. 
- Ze hadden een zoon, Donaas I van den Bogaerde († 1559), die getrouwd was met Caroline de Bruyne († 1574), lid van een belangrijke Brugse familie. Hij was landmeter, was dismeester van Sint-Gillisparochie (de kerk waar het echtpaar werd bijgezet), voerde een wapenschild en behoorde duidelijk tot de gegoede burgerij.
- Hun zoon, Vincent van den Bogaerde (1540-1586) was lijnwaadhandelaar en werd gouverneur van de Berg van Charitate. Hij trouwde met Helena van Landschoot en in tweede huwelijk met Josine Strabant († 1622). Zij stichtte in de Sint-Amandsstraat een klein godshuis voor twee alleenstaande vrouwen.
- De eerste onder hen die een rol speelde in het stadsbestuur was de zoon van Vincent, Donaas II van den Bogaerde (1576-1640), die hoofdman werd en gemeenteraadslid in 1612. In 1627 werd hij schepen van de stad en in 1634 en 1636 thesaurier. Vooral deze laatste functie was een onbetwistbaar teken dat de familie tot welstand was gekomen. Deze Donaes stelde ook enkele boekjes samen met rekenkundige tabellen: omzetting van de lokale munt in de talrijke bestaande valuta, tabellen van intresten, tabellen van maten en gewichten enz. Zijn boekjes werden jaarlijks herdrukt en geactualiseerd en dit tot op het einde van het ancien régime.
- In 1705 werd Andries II van den Bogaerde (1639-1710) in de adel opgenomen en in 1717 gebeurde hetzelfde voor zijn neef Pieter van den Bogaerde. Onder het Verenigd Koninkrijk der Nederlanden deden verschillende leden van de familie hun adellijke status bevestigen.
- Andries-Lodewijk van den Bogaerde was in de achttiende eeuw een dominante figuur in Brugge en het Brugse Vrije. Niet alleen was hij vele jaren de spilfiguur binnen het bestuur van het Brugse Vrije, maar hij was ook een vooraanstaand botanicus, een pionierende ontginner van ongecultiveerde grond en een kweker van exotische vruchten.
- Zijn kleinzoon Andreas van den Bogaerde van Terbrugge (1787-1855) was een van de Belgen die in 1830 onvoorwaardelijk trouw bleef aan koning Willem I en er voor beloond werd door het gouverneurschap van Noord-Brabant. Hij heeft een aanzienlijk merkteken nagelaten in het Brabantse landschap, met name het Kasteel Heeswijk, dat al voor hem bestond, maar dat hij aanmerkelijk uitbreidde.
- De familie is stilaan uitgestorven. De laatste mannelijke afstammeling was Andries baron van den Bogaerde van Terbrugge (1881-1974). Zijn weduwe, Albertine barones van den Bogaerde van Terbrugge née barones van Heeckeren van Kell (1899-1994), was de laatste van de familie die het kasteel van Heeswijk bewoonde.

## Wapenbeschrijving
- 1830: Van goud, beladen met eene chevron van lazuur, op dezelve eene l[i]ggend'halve maan ... van goud, en ver[ge]zeld en chef van twee en en pointe van eene boom van synople. Het schild gedekt met de Nederlandsche baronne[n]kroon, waarop eene helm van zilver, gekroond, geboord, getralied en gecierd van goud, gevoerd van lazuur. Voorts met zijne helmdekken van lazuur, en goud. Het schild ter wederzijde vastgehouden door eenen met eene knods gewapenden wildeman in zijne nat[uur]lijke kleur, het hoofd omwonden en de lendenen omgord met eene krans van eiken lof. Onder het wapen het devies 'Ex arbore fructus'.

## Genealogische schets
- Jacob van den Bogaerde x Emma van der Straeten [1]
  - Donaas I van den Bogaerde (†1559) x Caroline de Bruyne. Landmeter, grondeigenaar.
    - Vincent van den Bogaerde (1542-1586) x Hélène van Landschoot, xx Jossine Strabant. Lijnwaadhandelaar, gouverneur van de Berg van Charitate.
      - Donaas II van den Bogaerde (1576-1640) x Marie Claesman. Schepen en thesaurier van de stad Brugge, gouverneur van de Berg van Charitate en van de Bogaerdenschool.
        - Jacob van den Bogaerde (1599-1671). Schepen van de stad Brugge, priester en kanunnik van Sint-Salvatorkerk.
        - Gerard van den Bogaerde (1601-1695) x Anna van der Meersch. Schepen van de stad Brugge.
        - Guido van den Bogaerde (1615-1667) x Jacqueline de Crits († 1687). Hij was schepen van de stad Brugge en een aanzienlijk mecenas van de Sint-Annakerk, als voornaamste schenker voor het nieuw doksaal.
        - Jan van den Bogaerde (1612-1670) x Johanna van Marissien. Hij was redenaar van het Proosse.
          - Franciscus-Xaverius van den Bogaerde, (1641-1692), pastoor van de Onze-Lieve-Vrouwekerk.
          - Donaas van den Bogaerde (1644-1695), monnik in de Duinenabdij, kunstschilder.
          - Octave van den Bogaerde (1645-1716), kartuizer in Genadedal.
          - Jan-Baptist van den Bogaerde (1649-1725), kanunnik van het Sint-Donaaskapittel, medestichter van de Brugse Kunstacademie.

        - Andries I van den Bogaerde (1609-1652) x Christina van Lille. Schepen van de stad Brugge.
          - Andries II van den Bogaerde (1639-1710) x Catherine Marissael. Schepen en thesaurier van de stad Brugge.
            - Jan-Antoon van den Bogaerde (1681-1728) x Jeanne van der Meulen. Schepen van het Brugse Vrije, redenaar van het Proosse.
              - Donaas III van den Bogaerde (1717-1756) x Marie-Thérèse Damerin de Merlebeke (†1792).
                - Willem van den Bogaerde de Merlebeke (1750-1839) x Constance van Hamme.
                  - Balthazar van den Bogaerde, burgemeester van Oostkamp en Waardamme (1771-1824).

                - Andreas-Jan van den Bogaerde (1754-1834) x Marie de Heere, dochter van Bruno De Heere de Beauvoorde.

              - Andries-Lodewijk van den Bogaerde (1726-1799) x Angelique Rotsart de Hertaing (1731-1803). Thesaurier, schepen en burgemeester van het Brugse Vrije. Met afstamming vermeld op het aan hem gewijde lemma.

## Voetnotɑ
1. ↑   Vanaf dit eerste echtpaar, tot aan het echtpaar Andreas-Jan van den Bogaerde - de Heere, zijn de van den Bogaerdes rechtstreekse voorouders van koningin Mathilde van België.